# Salvia bowleyana
Salvia bowleyana là một loài thực vật có hoa trong họ Hoa môi. Loài này được Dunn miêu tả khoa học đầu tiên năm 1908.